# ألفرد نويز
ألفرد نويز (بالإنجليزية: Alfred Noyes) (16 سبتمبر 1880، ولفرهامبتن في المملكة المتحدة - 28 يونيو 1958 في المملكة المتحدة)؛ مؤلِّف، كاتب مسرحي، شاعر، أستاذ جامعي وروائي بريطاني. درس في كلية إكستر.

## روابط خارجية
- ألفرد نويز على موقع IMDb (الإنجليزية)
- ألفرد نويز على موقع الموسوعة البريطانية (الإنجليزية)
- ألفرد نويز على موقع ميوزك برينز (الإنجليزية)
- ألفرد نويز على موقع ديسكوغز (الإنجليزية)
- ألفرد نويز على موقع قاعدة بيانات الفيلم (الإنجليزية)